# Батаюрт
Батаю́рт (Ботаю́рт; кум. Ботаюрт) — село в Хасавюртовском районе Дагестана, Россия.
Является административным центром Батаюртовского сельского поселения.

## География
Село Батаюрт расположено к северо-востоку от города Хасавюрт на трассе Хасавюрт — Бабаюрт.
Ближайшие населённые пункты: на юге — село Покровское, на юго-востоке — село Байрамаул, на западе — село Бамматюрт, на севере — село Куруш.

## История
Основано в 1792 году на землях князя Ботая Айдемирова, переселенцами из Эндирея. В 1770 кумыкский князь Ботай Айдемиров начал переселять крестьян со своего эндиреевского квартала «Бораган» на родовые земли в урочище «Дымлы булак» вдоль реки Акташ, близ Костека. В XIX в. Ботаюрт рос за счёт переселенцев из таких сёл как Аксай, Казанище, Дженгутай.
В 1861 году в Ботаюрте после возвращения из ссылки поселился Ирчи Казак. Всего сельской общине принадлежало 6440 десятин земли..
По утверждению некоторых исследователей название села переводится с вайнахского, как «селение Боты», где Бота — имя основателя села. Последнее говорит о сильной тюркизации чеченского языка, поскольку слово «юрт» и имя «Бота» являются кумыкскими.
22 ноября 1928 года 4 сессией ЦИК ДАССР 6 созыва принимается новый проект районирования республики. На его основе было принято постановление о разукрупнении округов и районов и образовании 26 кантонов и 2 подкантонов. Хасавюртовский кантон был образован на части территории бывшего Хасавюртовского округа, переданного в состав ДАССР из Терской области в 1921 году. По новому районированию кантон состоял из 18 сельских советов, в том числе и Батаюртовский: Батаюрт, Умашаул, Умаш-отар.

## Население
| 1889  | 1914  | 1926  | 1939  | 1970  | 1989  | 2002  |
| ----- | ----- | ----- | ----- | ----- | ----- | ----- |
| 1298  | ↗1842 | ↘1364 | ↗1535 | ↗2113 | ↘1867 | ↗3823 |
| 2010  | 2021  |       |       |       |       |       |
| ↗4069 | ↗6484 |       |       |       |       |       |

Национальный состав
По данным Всесоюзной переписи населения 1926 года:
| № | Национальность | Численность, чел. | Доля   |
| - | -------------- | ----------------- | ------ |
| 1 | кумыки         | 1300              | 95,3 % |
| 2 | чеченцы        | 29                | 2,1 %  |
| 3 | аварцы         | 8                 | 0,6 %  |
| 4 | даргинцы       | 8                 | 0,6 %  |
| 5 | курды          | 8                 | 0,6 %  |
| 6 | персы          | 7                 | 0,5 %  |
| 7 | тюрки          | 2                 | 0,1 %  |
| 8 | русские        | 2                 | 0,1 %  |

По данным Всероссийской переписи населения 2021 года:
| №        | Национальность | Численность, чел. | Доля    |
| -------- | -------------- | ----------------- | ------- |
| 1        | кумыки         | 5 361             | 82,68 % |
| 1.000001 | не указавшие   | 734               | 11,32 % |
| 1.000002 | прочие         | 389               | 5,99%   |
| 1.000003 | всего          | 6484              | 100 %   |